# Авиакатастрофа над Юба-Сити
Авиакатастрофа над Юба-сити произошла 14 марта 1961 года, на борту стратегического бомбардировщика B-52F произошла внезапная разгерметизация кабины пилотов.
Полёт выполнялся в рамках операции «Коверолл», самолёт нёс две термоядерные бомбы W39. Для того чтобы давление воздуха в кабине позволяло экипажу нормально дышать, пилоты были вынуждены снизиться до высоты 10 000 футов (около 3300 м). Из-за повышенного расхода топлива на малой высоте полёта и невозможности произвести дозаправку в воздухе запасы горючего были исчерпаны задолго до аэродрома. Экипаж экстренно катапультировался, командир оставался на борту до высоты 4000 футов, уводя машину от населённых районов, затем самолёт с неработающими двигателями упал в 15 милях (24 км) от города Юба-Сити в Калифорнии. При катапультировании никто из членов экипажа не пострадал. В дорожную аварию попала пожарная команда, выехавшая на место падения самолёта, в результате один пожарный погиб и несколько ранены. Термоядерные бомбы выброшены из корпуса самолёта при ударе о землю, но защитные устройства бомб предотвратили взрыв, и радиоактивного заражения местности не произошло.